# Carbonatester
En carbonatester (organiisk carbonat eller organocarbonat) er en ester fra kulsyre. Denne funktionelle gruppe består af en carbonylgruppe med to alkoxygrupper. Den generelle struktur af disse carbonater er R1O(C=O)OR2 og de er relaterede til estre R1O(C=O)R og ethere R1OR2 og også uorganiske carbonater.
Monomerer af polycarbonat (f.eks. Lexan) er linket med carbonatgrupper. Disse polycarbonater bliver brugt til brilleglas, CD'er og skudsikker glas. Små carbonatestre som dimethylcarbonat og ethylen- og propylencarbonat bliver brugt som solventer. Dimethylcarbonater er også milde methyleringsreagenser.
Der er også blevet forsket i carbonatestres kemi.